# 랏부라나

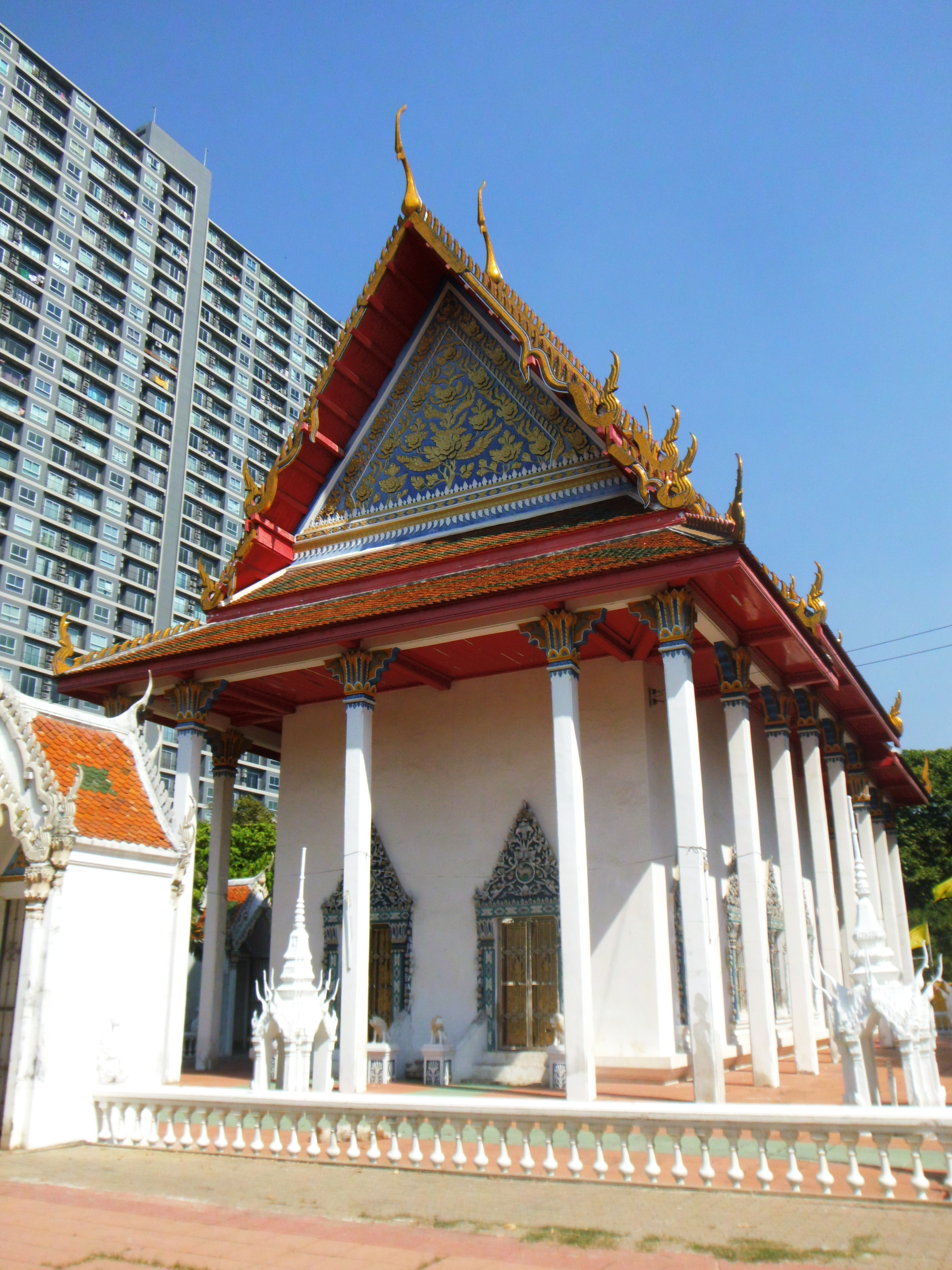

랏부라나는 방콕의 행정 구역이다. 이 지역의 총 인구 수는 2017년 기준으로 82,545명이다. 인구 밀도는 5,230.32km2이다.

## 행정 구역
| 1. | Rat Burana | ราษฎร์บูรณะ |  |
| 2. | Bang Pakok | บางปะกอก  |  |